# Zyprische Badmintonmeisterschaft 2006
Die Zyprische Badmintonmeisterschaft 2006 fand vom 13. bis zum 14. Mai 2006 statt. Es war die 17. Auflage der nationalen Titelkämpfe von Zypern im Badminton.

## Titelträger
| Disziplin    | Sieger                                |
| ------------ | ------------------------------------- |
| Herreneinzel | Demetris Kyprianou                    |
| Dameneinzel  | Dometia Ioannou                       |
| Herrendoppel | Demetris Kyprianou Nicolas Panayiotou |
| Damendoppel  | Maria Ioannou Dometia Ioannou         |
| Mixed        | Demetris Kyprianou Maria Ioannou      |